# 伯恩斯維爾 (北卡羅萊納州安森縣)
伯恩斯維爾（英語：Burnsville）是位於美國北卡羅萊納州安森縣的非建制地區。

## 地理
伯恩斯維爾所處的海拔為高於海平面159米（即522英呎），而該地所採用的時區為UTC-5，即北美东部时区（EST）。同時該地設有夏令時間，為UTC-5調快一小時，即UTC-4（EDT）。